# Den korte sommer
Pour plus de détails, voir Fiche technique et Distribution.
Den korte sommer (littéralement « le court été ») est un film danois réalisé par Edward Fleming, sorti en 1976.

## Synopsis
Pendant l'occupation du Danemark durant la Seconde Guerre mondiale, une femme tombe amoureuse d'un officier allemand.

## Fiche technique
- Titre : Den korte sommer
- Réalisation : Edward Fleming
- Scénario : Edward Fleming
- Musique : Ole Høyer
- Photographie : Henning Kristiansen
- Montage : Lizzi Weischenfeldt
- Production : Erik Crone et Edward Fleming
- Société de production : Crone Film
- Pays :  Danemark
- Genre : Drame et guerre
- Durée : 96 minutes
- Date de sortie : 
  - Danemark : 23 janvier 1976

## Distribution
- Ghita Nørby : Kirsten
- Casper Bjørk : Birger
- Bo Jeppesen : Verner
- Henning Jensen : Eugen
- Ove Sprogøe : Baronen
- Bodil Udsen : la mère de Kirsten
- Ole Larsen : le père de Kirsten
- Leif Lauridsen : Jørgen
- Elin Reimer : Rosa
- Birgitte Federspiel : Silden
- Birgit Conradi : Else

## Distinctions
Le film a reçu trois Bodil : meilleur film, meilleure actrice pour Ghita Nørby et meilleur second rôle masculin pour Ole Larsen.